# Barnes (Londyn)
Barnes – miasto Londynu, leżąca w gminie London Borough of Richmond upon Thames. W 2011 miasto liczyło 10299 mieszkańców. Barnes jest wspomniana w Domesday Book (1086) jako Berne.
W Barnes działało Olympic Studios.